# Battle Tendency
Battle Tendency (戦闘潮流 Sentō chōryū?, "Strids-trend") är en shōnen-manga som skrevs och tecknades av Hirohiko Araki, och gavs ut av Shueisha i Weekly Shōnen Jump mellan 1987 och 1989. Mangan är den andra delen i serien Jojo's Bizarre Adventure.
Serien utspelar sig 1938, och följer bland annat Joseph Joestar, Caesar Anthonio Zeppeli, Lisa Lisa och Rudol von Stroheim under deras kamp mot vampyrer och uråldriga övernaturliga varelser. Liksom sin farfar Jonathan, som var huvudpersonen i den föregående delen, har Joseph förmågan utöva den övernaturliga kampsporten sendō (仙道?  "eremitens väg"). Kampsporten bygger på att utövaren kontrollerar sin andning för att sammankoppla sin kropp med solen och skjuta ut energi i form av "krusningar" (波紋 hamon?).

## Handling
Joseph och hans farmor Erina har flyttat till New York, och får höra att deras vän Robert E.O. Speedwagon rapporteras vara funnen död i Mexiko. Joseph han reser till Mexiko för att undersöka det, och infiltrerar en anläggning där han hittar Speedwagon tillfångatagen av en grupp nazister. Nazisterna försöker återuppväcka en man som de kallar Santana, som har suttit fast inuti en stenpelare i 2000 år. De lyckas, men Santana går till anfall. Joseph och en av nazisterna, Rudol von Stroheim, kämpar emot, och dödar honom genom att utsätta honom för solljus.
Joseph reser till Rom där ytterligare tre pelarmän har hittats. Tillsammans med den tränade sendō-utövaren Caesar Anthonio Zeppeli bevittnar han pelarmännens uppvaknande. De tre männen – Wamuu, Esidisi och Kars – har övermänskliga krafter, och har som mål att få tag på den röda Aja-stenen, som kan förvandla personer till "den ultimata livsformen". Joseph pratar sig ur att behöva slåss mot Esidisi, och lovar att duellera om en månad. För att försäkra sig om att Joseph inte bedrar dem planterar Wamuu och Esidisi ringar inuti hans kropp, som kommer att släppa ut gift efter en månad; för att överleva måste Joseph besegra Wamuu och Esidisi och ta deras motgift.
Under månaden tränar Caesar och Joseph sendō hos Caesars mästare Lisa Lisa. Esidisi får reda på att Lisa Lisa har Aja-stenen och söker upp henne, men blir dödad av Joseph, som har lärt sig nya sendō-rörelser. Gruppen flyr till Schweiz, där de hittar pelarmännens gömställe. Caesar och Joseph bråkar om vad de ska göra, och till slut går Caesar iväg för att ensam slåss mot pelarmännen. Han möter Wamuu, som lyckas hindra Caesar från att utöva sendō. Då Wamuu är nöjd med sin seger börjar han gå iväg, när Caesar sliter till sig Wamuus motgift. Caesar använder sendō för att forma en bubbla kring motgiftet, varefter Wamuu dödar honom; på grund av sin respekt för Caesar låter Wamuu bubblan vara kvar. Joseph och Lisa Lisa anländer senare och hittar motgiftet.
I slutet av månaden möter Joseph och Lisa Lisa pelarmännen. Joseph och Wamuu slåss medan de rider på häststridsvagnar, och Wamuu blir dödad. Lisa Lisa och Kars duellerar till fots, man-mot-man. Lisa Lisa verkar vinna, men Kars har fuskat och låtit en av sina undersåtar förklä sig till honom; i förvirringen slår Kars Lisa Lisa medvetslös och vinner duellen. Rasande över Kars ohederlighet utmanar Joseph Kars, men är inte tillräckligt skicklig inom sendō för att vinna. Då anländer Stroheim utrustad med ljusprojektorer, och belyser Kars; då Kars tog Aja-stenen från Lisa Lisa under duellen använder han den och blir "den ultimata livsformen". Joseph flyr från Kars i ett flygplan, och lyckass pressa ner Kars i en vulkan med planet. Kars skyddar sig genom att bilda ett skal runt sig, och försöker sedan döda Joseph; då Joseph håller upp Aja-stenen och låter den ta stöten exploderar vulkanen, vilket skjuter upp båda två i luften. Kars slungas till yttre rymden och fryser till is, medan Joseph antas vara död. En tid senare håller Josephs familj en begravning för honom, när han dyker upp och avbryter dem; han hade fallit ner i Medelhavet och fått hjälp av fiskare. Han gifte sig med Lisa Lisas assistent Suzie Q, och återvände sedan hem. Under epilogen befinner sig en äldre Joseph år 1989 på John F. Kennedy International Airport, på väg till Japan för att hälsa på sin dotter och sitt barnbarn.

## Annan media
År 2012 skrev Ōtarō Maijō en roman vid namn Jorge Joestar, som handlar om Josephs far Jorge och hans tid som pilot inom Storbritanniens flygvapen.
En anime-adaption av mangan sändes från den 7 december 2012 till den 5 april 2013 som en del av den första säsongen av animen Jojo's Bizarre Adventure.